# Bratrstvo svatého Pia V.
Kněžské bratrstvo svatého Pia  V. (lat. Societas Sacerdotalis Sancti Pii Qunti, SSPV) je sdružení katolických kněží se sedevakantistickými postoji, které nemá žádný kanonický status v Katolické církvi.[zdroj⁠?!] Stabilně působí pouze v Severní Americe, jeho vedení sídlí v Oyster Bay v New Yorku.

## Historie
Založeno bylo v roce 1983 P. Clarence Jamesem Kellym a dalšími osmi kněžími z Kněžského bratrstva svatého Pia X., v němž P. Kelly působil jako představený Severoamerického distriktu. Tato skupina vytvořila opozici proti Mons. Marcelu Lefebvre ohledně užívání Římského misálu z roku 1962. Následně se tzv. "skupina devíti" přidala na stranu sedevakantistů.
Kněžím D. Dolanovi a  J. Sanbornovi se později podařilo získat biskupské svěcení v línii arcibiskupa Pierre Martin Ngô Đình Thục. V současnosti má Bratrství jeden seminář a pět priorátů od Long Island, New York až po stát Montana. Je úzce spojeno s Kongregací dcer Marie, Matky Spasitele, kterou založil biskup Kelly v roce 1984, a Kongregací sv. Pia V.

## Postoje
Bratrstvo sv. Pia V. zastává (či připouští jako legitimní) postoje sedesvakantismu a zpochybňuje platnost svěcení podle nového ritu.
Odmítá užívat misál z roku 1962 (misál sv. Jana XXIII.), Mše svaté jsou jeho kněžími slouženy podle misálu z roku 1954 (misál ct. Pia XII.).